# Mamurogawa
Mamurogawa (真室川町?) è una cittadina giapponese della prefettura di Yamagata.